# Xương Giang, Cảnh Đức Trấn
Xương Giang (tiếng Trung: 昌江区; bính âm: Chāngjiāng qū) là một khu (quận) thuộc thành phố Cảnh Đức Trấn, tỉnh Giang Tây, Trung Quốc.

## Hành chính
Xương Giang được chia ra làm 6 đơn vị hành chính cấp hương, gồm 2 nhai đạo, 2 trấn và 2 hương. Ngoài ra quận này còn quản lí 4 đơn vị tương đương cấp hương khác
- Nhai đạo: Tây Giao (西郊街道), Tân Phong (新枫街道)
- Trấn: Niêm Ngư Sơn (鲇鱼山镇), Lệ Dương (丽阳镇)
- Hương: Hà Đường (荷塘乡), Lữ Mông (吕蒙乡)

Đơn vị ngang cấp hương khác
- Khu viên hoá chất Xương Giang (昌江化工园区)
- Khu kĩ thuật cao 602 (六零二所高科技园)
- Khu khai phát Xương Giang (昌江开发区)
- Khu tổng hợp Phong Thụ Sơn (枫树山总场)